# Gungri Gungtsen
Gungri Gungtsen fut selon la tradition le 34e roi et empereur du Tibet de la dynastie Yarlung qui régna de 650 à 655 sur l'Empire du Tibet (629–877). 
Il est le fils de l'un des « trois rois religieux » du Tibet, Songtsen Gampo. Du fait de son jeune âge, le pouvoir est exercé principalement par le chancelier Gar Songtsen. Son fils, Mangsong Mangtsen, lui succédera.